# 우라마치촌
우라마치촌(浦町村)은 아오모리현 히가시쓰가루군에 있던 촌이다. 

## 연혁
- 1889년 4월 1일 - 정촌제 시행에 의해 우라마치촌이 발족하였다.
- 1897년 4월 1일 - 히가시쓰가루군 아오모리정에 편입해 소멸하였다.

## 참고문헌
- 『市町村名変遷辞典』東京堂出版、1990年。